# Tarachodes monstrosus
Tarachodes monstrosus är en bönsyrseart som beskrevs av Giglio-tos 1917. Tarachodes monstrosus ingår i släktet Tarachodes och familjen Tarachodidae. Inga underarter finns listade i Catalogue of Life.